# Amministrazione apostolica del Kazakistan e dell'Asia Centrale
L'amministrazione apostolica del Kazakistan e dell'Asia Centrale (in latino Administratio Apostolica Cazastaniae et Asiae Centralis pro fidelibus ritus byzantini) è una sede della Chiesa cattolica immediatamente soggetta alla Santa Sede. Nel 2022 contava 10.400 battezzati. È retta dall'amministratore apostolico Vasyl' Hovera.

## Territorio
L'amministrazione apostolica estende la sua giurisdizione su tutti i fedeli cattolici di rito bizantino che abitano in Kazakistan, Kirghizistan, Tagikistan, Turkmenistan e Uzbekistan.
Sede dell'amministrazione è la città di Karaganda, in Kazakistan, dove si trova la cattedrale della Protezione della Beata Vergine Maria.
Il territorio è suddiviso in 6 parrocchie.

## Storia
La presenza di fedeli cattolici di rito bizantino in Asia Centrale risale al XVII secolo, ma ebbe carattere sporadico fino al XX secolo, quando il loro numero aumentò considerevolmente a causa delle deportazioni di massa perpetrate nell'epoca stalinista. Dal 1939 al 1953 sarebbero stati trasferiti in Asia Centrale circa 150 000 fedeli della Chiesa greco-cattolica ucraina: la maggior parte di loro ebbe come destinazione il Kazakistan. Con i fedeli furono deportati circa 150 sacerdoti, tra cui i beati martiri Oleksij Zaryc'kyj e Nykyta Budka, e il Servo di Dio Oleksandr Chira, un vescovo clandestino della Chiesa greco-cattolica rutena, che era stato precedentemente internato nei gulag siberiani.
Nel 1953 grazie a un'amnistia molti deportati poterono fare ritorno a casa e i cattolici di rito bizantino in Asia Centrale diminuirono. Nel 1977 la comunità cattolica di Karaganda fu riconosciuta dalle autorità sovietiche, cosicché il vescovo Oleksandr Chira, ormai anziano, poté costruire una chiesa parrocchiale di rito latino, che fu consacrata nel Natale del 1978. Ricevette la benedizione di papa Giovanni Paolo II nel 1982, l'anno prima della sua morte. Dopo il 1991, con lo scioglimento dell'Unione Sovietica le attività della Chiesa cattolica, anche di rito bizantino, divennero normali. Furono erette parrocchie greco-cattoliche a Karaganda, Pavlodar, Astana, Satbayev, Shiderty e Almaty: oltre a queste parrocchie i cattolici di rito bizantino formano una decina di comunità, sparse in altre località.
La cura pastorale dei cattolici di rito bizantino fu affidata inizialmente all'amministratore apostolico di Karaganda dei Latini Jan Paweł Lenga, che esercitò questo servizio dal 1991 al 1996, poi da un visitatore apostolico appositamente nominato, Vasyl' Ihor Medvit, che ebbe quest'incarico dal 1996 al 2002. Nel 2002 la Congregazione per le Chiese orientali nominò un delegato per l'Asia Centrale, l'arciprete mitrato Vasyl' Hovera.
L'amministrazione apostolica è stata eretta da papa Francesco il 1º giugno 2019 con la bolla Peractis omnibus; come primo amministratore apostolico è stato nominato il delegato per l'Asia Centrale Vasyl' Hovera.

## Cronotassi degli amministratori apostolici
Si omettono i periodi di sede vacante non superiori ai 2 anni o non storicamente accertati.
- Vasyl' Hovera, dal 1º giugno 2019

## Statistiche
L'amministrazione apostolica nel 2022 contava 10.400 battezzati.
| anno | popolazione | popolazione | popolazione | presbiteri | presbiteri | presbiteri | presbiteri                | diaconi | religiosi | religiosi | parrocchie |
| anno | battezzati  | totale      | %           | numero     | secolari   | regolari   | battezzati per presbitero | diaconi | uomini    | donne     | parrocchie |
| ---- | ----------- | ----------- | ----------- | ---------- | ---------- | ---------- | ------------------------- | ------- | --------- | --------- | ---------- |
| 2019 | 10.000      | ?           | ?           | 8          | 8          |            | 1.250                     |         |           | 5         | 6          |
| 2020 | 10.130      | ?           | ?           | 8          | 8          |            | 1.266                     |         |           | 5         | 10         |
| 2022 | 10.400      | ?           | ?           | 2          | 2          |            | 5.200                     |         |           | 4         | 6          |